# Дивинополис-ду-Токантинс

Дивинополис-ду-Токантинс на карте штата.

Дивинополис-ду-Токантинс (порт. Divinópolis do Tocantins) — муниципалитет в Бразилии, входит в штат Токантинс. Составная часть мезорегиона Западный Токантинс. Входит в экономико-статистический микрорегион Мирасема-ду-Токантинс. Население составляет  6 363 человека на 2010 год. Занимает площадь 2 347,434 км². Плотность населения — 2,71 чел./км².

## Демография
Согласно сведениям, собранным в ходе переписи 2010 г. Национальным институтом географии и статистики (IBGE), население муниципалитета составляет:
| Полное население                               | Полное население                               | Полное население                               | Полное население                               | 6 363 |
| ---------------------------------------------- | ---------------------------------------------- | ---------------------------------------------- | ---------------------------------------------- | ----- |
| в том числе:                                   | Городское население                            | 4 466                                          | Процент городского населения, %                | 70,19 |
|                                                | Сельское население                             | 1 897                                          | Процент сельского населения, %                 | 29,81 |
|                                                | Мужское население                              | 3 280                                          | Процент мужского населения, %                  | 51,55 |
|                                                | Женское население                              | 3 083                                          | Процент женского населения, %                  | 48,45 |
| Плотность населения, чел/км²                   | Плотность населения, чел/км²                   | Плотность населения, чел/км²                   | Плотность населения, чел/км²                   | 2,71  |
| Население муниципалитета в % к населению штата | Население муниципалитета в % к населению штата | Население муниципалитета в % к населению штата | Население муниципалитета в % к населению штата | 0,46  |

По данным оценки 2016 года население муниципалитета составляет 6 777 жителей.

## Статистика
- Валовой внутренний продукт на 2003 составляет 14.039.646,00 реалов (данные: Бразильский институт географии и статистики).
- Валовой внутренний продукт на душу населения на 2003 составляет 2.350,91 реалов (данные: Бразильский институт географии и статистики).
- Индекс развития человеческого потенциала на 2000 составляет 0,660 (данные: Программа развития ООН).

## Важнейшие населенные пункты
| № | Населённый пункт         | Населённый пункт (порт.) | Категория | Население чел. (2010) | На карте                       |
| - | ------------------------ | ------------------------ | --------- | --------------------- | ------------------------------ |
| 1 | Дивинополис-ду-Токантинс | Divinópolis do Tocantins | город     | 4 466                 | 9°48′04″ ю. ш. 49°12′43″ з. д. |